# Francesco Piras
Francesco Piras (Cagliari, 1978) è un regista, direttore della fotografia e fotografo italiano.
Nel 2019 è stato candidato ai David di Donatello con il cortometraggio Il nostro concerto. Nel 2023 è stato in selezione ufficiale ai Nastri d'argento con Mammarranca.

## Biografia
Si forma come fotografo sotto la guida del maestro Roberto Bigano. Lavora per anni nel mondo della fotografia pubblicitaria ed editoriale per marchi come BMW, Rolls Royce, Bugatti, Bentley, Kidston, 2fast4you, UTET, FMR. Si specializza nella fotografia d’auto e quella di opere d’arte, sviluppa Real Repro, una tecnica di riproduzione in scala 1:1 riconosciuta dal Ministero dei Beni Culturali caso studio durante la Settimana della Cultura 2013.
Prosegue la sua formazione come direttore della fotografia e frequenta un master con Luca Bigazzi. Firma numerosi spot e advertising short films, in particolare nel campo automotive.
Esordisce come regista di progetti pubblicitari. A partire dal 2012, per il produttore e collezionista Simon Kidston, dirige numerosi advertising short films e documentari sulle auto storiche più importanti al mondo: Ferrari 250 GTO, Alfa Romeo 8C, Lamborghini Miura, MCLaren F1, Ferrari 375 MM di Roberto Rossellini. Nel 2014 realizza, per Il Palato Italiano, la serie web Stories from Italy e il documentario Ca’ Lumaco che vince il Food Film Fest.
Nel 2015 scrive e dirige il documentario Trenta Piedi Sotto il Mare andato in onda su Rai2 con il titolo Sipario sul Mare.
Come direttore della fotografia ha collaborato con numerosi registi tra cui Paolo Zucca, Anthony LaMolinara, Enrico Pau, Roberto Ortu, Vittoria Soddu, Alessandra Usai, Simone Contu, Giovanni Battista Origo, Jacopo Cullin, Manuele Trullu, Antonio Marras, Salvatore Mereu.
Nel 2018 dirige il cortometraggio Il nostro concerto che riceve riconoscimenti nazionali e internazionali, primo tra i quali la candidatura ai David di Donatello nel 2019.
Prosegue parallelamente l’attività di fotografo e per UTET Grandi Opere firma La Costituzione Italiana e Il Palazzo della Consulta. Il volume include il testo completo della Costituzione e i saggi del Professor Paolo Grossi ed è stato donato il 17 aprile 2021 al Presidente del Consiglio Giuseppe Conte.
Nel 2021 lavora come direttore alla fotografia di Bentu, un film di Salvatore Mereu presentato in anteprima alla 79ª Mostra internazionale d'arte cinematografica di Venezia del 2022.
Nel 2021 scrive e dirige il cortometraggio Mammarranca, con cui vince il premio Rai Cinema Channel al Figari Film Festival 2022 e nel 2023 entra in selezione ufficiale ai Nastri d'argento.

## Filmografia

### Regista

#### Cortometraggi
- Il nostro concerto (2018)
- Mammarranca (2021)
- Tilipirche (2023)

#### Documentari
- Trenta piedi sotto il mare (Sipario sul Mare) (2015)
- Stories from Italy (2017-2020)

#### Advertising Short Films
- Full Throttle - A Blast from the Past (2013)
- Coming Home (2015)
- Paddy Power (2016)
- Alfa 8C Campari (2017)
- The Forgotten Supercar (2017)
- Clash of the Titans (2017)
- Gold Rush (2017)
- The Full English (2017
- Milano 77 (2019)
- Torino 77 (2020)
- Rossellini Roma '21 (2021)
- The Road Less Travelled (2021)

### Direttore della Fotografia

#### Lungometraggi
- Bentu, regia di Salvatore Mereu (2022)

#### Mediometraggi
- Argia, regia di Antonio Marras (2021)
- Il Miracolo dei Rei, regia di Alessandra Usai (2020)
- Trenta piedi sotto il mare, regia di Francesco Piras (2015)

#### Cortometraggi
- Beep, regia di Antonello Murgia (2012)
- I giganti, regia di Paolo Zucca (2015)
- Stories from Italy, regia di Francesco Piras (2017-2020)[2]
- L'ultimo niracolo, regia di Enrico Pau (2017)
- Border, regia di Paolo Zucca (2017)
- Il nostro concerto, regia di Francesco Piras (2018)
- Pino Villa, regia di Enrico Pau (2018)
- Isole, regia di Paolo Zucca (2018)
- Maria - A Chent’annos, regia di Giovanni Battista Origo (2019)
- Fradi Miu, regia di Simone Contu (2021)
- Ogni andare è un ritornare, regia di Vittoria Soddu (2021)
- Dialogo Adagio, regia di Roberto Ortu (2022)
- Mammarranca, regia di Francesco Piras (2021)

#### Advertising Short Films
- Full Throttle, A Blast From The Past, regia di Francesco Piras (2013)
- Coming Home, regia di Francesco Piras (2015)
- Paddy Power, regia di Francesco Piras (2016)
- Alfa 8C Campari, regia di Francesco Piras (2017)
- The Forgotten Supercar, regia di Francesco Piras (2017)
- Clash of the Titans, regia di Francesco Piras. (2017)
- Gold Rush, regia di Francesco Piras (2017)
- The Full English, regia di Francesco Piras (2017)
- Milano 77, regia di Francesco Piras (2019)
- Torino 77, regia di Francesco Piras. (2020)
- Rossellini Roma '21, regia di Francesco Piras (2021)
- The Road Less Travelled, regia di Francesco Piras (2021)

#### Video Musicali
- Ma stasera di Marco Mengoni, regia di Roberto Ortu (2020)
- Cambia un uomo di Marco Mengoni, regia di Roberto Ortu (2020)
- No stress di Marco Mengoni, regia di Roberto Ortu (2022)
- Proiettili (ti mangio il cuore) di Elodie e Joan Thiele, regia di Roberto Ortu (2022)
- Due vite di Marco Mengoni, regia di Roberto Ortu (2023)

#### Teaser
- Iskìda of the Land of Nurak, regia di Anthony LaMolinara (2017)
- Janasa, regia di Alessandra Usai (2021)

#### Fashion Films
- De Innui Ses?, di Antonio Marras, regia di Roberto Ortu (2021)
- Antonio Marras per Playtex, con la partecipazione di Simonetta Gianfelici (2021)
- Avevo una ferita in fondo al cuore, di Antonio Marras, regia di Roberto Ortu (2021)
- PT Progressive Evolution, regia di Roberto Ortu (2021-2022)
- Filippo De Laurentiis, regia di Roberto Ortu (2022)

#### Commercials
- Cagliari Calcio (2020)
- Fillea, regia di Jacopo Cullin (2021)
- Ichnusa Campagna Digital Il nostro orgoglio (2022)

### Sceneggiatore
- Trenta piedi sotto il mare, regia di Francesco Piras (2015)
- Il nostro concerto, regia di Francesco Piras (2018)
- Mammarranca, regia di Francesco Piras (2021)

## Pubblicazioni
- I Segni della Devozione Ministero per i Beni e le Attività Culturali, Direzione Regionale per i Beni Culturali e Paesaggistici della Sardegna (2010)
- Seguo la Traccia Nera e Sottile. I Disegni di Costantino Nivola a cura di G. Altea, agave Edizioni (2011)
- Sa Bèrtula De S’Urrei' Quaderni di Maraté (2012)
- Le chiese dei Santi Patroni FMR (2012)
- Il Maestro di Castelsardo a cura di Alessandra Pasolini, Janus Edizioni (2013)
- La casa di Garibaldi a Caprera catalogo del compendio Garibaldino, Paolo Sorba Editore (2015)
- Giovanni Dotzo tra gli Incisori Sardi a cura di Maria Beatrice Dotzo (2015)
- La Sede della Banca Popolare di Milano con il testo di Flaminio Gualdoni (2015)
- Giovanni Columbu. La Pittura Come Profezia Crobu Editore (2016)
- Doria con i testi di Fabiana Giacomotti (2017)
- Il codice della Bellezza pubblicato per i dieci anni di Banca Intesa e con un saggio di Attilio Brilli (2017)
- Mountains. Secret Harmony of the Earth, opere di Mao Jianhua, a cura di Cristina Acidini' (2018)
- Maraté Museo per l’arte del rame e del tessuto di Isili a cura di Sandro Ghiani (2015)
- I Cogas de is Coronas a cura di Sandro Ghiani (2019)
- Concorso D'Eleganza Villa D'Este (vol. dal 2013 al 2019)
- The Spirit of the Valley opere di Mao Jianhua, a cura di Martina Mazzotta (2019)
- La Costituzione Italiana e Il Palazzo della Consulta. (2019)
- Motta per i cento anni con i testi di Fabiana Giacomotti. (2019)
- Nero the Man Behind the Myth Exhibition per il British Museum (2021)

## Riconoscimenti
- David di Donatello
  - 2019 – candidato al Miglior cortometraggio per Il nostro concerto.
- Food Film Fest
  - 2014 – miglior documentario per Ca' Lumaco
- Figari ISFF 
  - 2022 – premio Rai Cinema Channel per Mammarranca
- Adriatic Film Festival 
  - 2022 – premio Best Italian Short Film per Mammarranca
  - 2022 – premio Best Cinematography per Mammarranca
- Visioni Italiane 
  - 2022 – premio Visioni Sarde per Mammarranca
- Nastri d'argento
  - 2023 – selezione ufficiale ai Corti d'Argento per Mammarranca